# マイコマイシン
マイコマイシン（英: mycomycin）は、抗生物質の1つ。別称アンチブラスチン（英: Antiblastin）。粘菌様放線菌により産生される。アセチレン基およびアレン基を持つため不安定であり、結晶状態では−40 °C以下で保存しなければ重合して褐色結晶へと変化する。イネいもち病菌に対する発育阻害作用からいもち病に対する農薬として試供されたが、実用化には至らなかった。